# Мокоэна, Тебохо
Тебохо Мокоена, или Тебохо Мокуна (род. 10 июля 1974) — южноафриканский футболист. Участник чемпионата мира 2002 года.
Выступал в клубах ЮАР, а также в швейцарском «Санкт-Галлене».
На чемпионате мира 2002 года забил гол в матче ЮАР с Парагваем, который завершился со счётом 2:2.
Завершил карьеру футболиста летом 2010 года.